# Marco Misciagna
Marco Misciagna (Bari, 1984. február 5. –) olasz hegedűművész és brácsaművész.

## Élete
Marco Misciagna az olaszországi Bari született. 15 évesen szerzett diplomát hegedű és brácsa szakon a bari N. Piccinni Konzervatóriumban, majd a római Santa Cecilia Nemzeti Akadémián szerzett diplomát. Carlo Azeglio Ciampi, az Olasz Köztársaság egykori elnöke hívta meg a római Quirinal-palotába, mint a konzervatórium legjobb növendéke. Tanulmányait Corrado Romano és Đorđe Trkulja (a Zagreb Quartet egykori első hegedűje) tanította. Salvatore Accardo mellett a Cremona Accademia Stauffer, Boris Belkin és Yuri Bashmet a Siena Accademia Chigiana- nál folytatta, ahol két Becsületdiplomát kapott, és kétszer elnyerte a Monte dei Paschi di Siena -díjat, mint a legjobb hegedűművész és az iskola legjobb brácsajátékosa (először az Akadémia történetében). 1999-ben elnyerte a fiatal tehetséges zenészek első díját „M. Benvenuti” Vittorio Veneto.

## Karrierje
Évekig a Málaga Spanyol Vonószenekar szólistája és vendége volt a nagy termeknek és nemzetközi intézményeknek, köztük a berlini filharmónia, az esseni filharmónia, a hamburgi Laieszahalle, a mannheimi Rosengarten, a Meistersingerhalle Nürnbergben, müncheni Prinzeregententheater, Teatro Arriaga Bilbaóban, Musikverein Bécsben, Teatro Victoria Eugenia San Sebastianban, Komitas Chamber Music Hall, Kijevi Operaház, Dar Sebastian Tunéziá, Sala Sinopoli Auditorium Parco della Musica Róma, Balboa Theatre San Diegóban, Fox Tucson Theatre, Santa Fe Auditorium, Új-Mexikó, CW Eisemann Center, Rudder Theatre, Empire Theatre Texas, American Theatre Hampton (Virginia)|Hamptonban]], Lehman Center és Carnegie Hall New Yorkban.
Együttműködött Uto Ughi, Alexander Rudin, Sergey Stadler,  Alexander Markov, Mariana Sirbu, Gianluigi Gelmetti, Ramin Bahrami, Antony Pay, Franco Petracchi, José Serebrier és Vladimir Zubitsky.
Brácsa professzor a Monopoli Nino Rota Konzervatóriumban, valamint hegedű- és brácsa docens a törökországi Ankarában található Bilkent Egyetemen.
Tiszteletbeli professzora a Tambov S. Rahmanyinov Állami Konzervatóriumnak, a Vlagyivosztoki Távol-Kelet Állami Művészeti Akadémiának (Oroszország), az Institut Supérieur de Musique de Sousse (Sousse-i Egyetem, Tunézia), az Estaban Salas Conservatory of Santiago de Cuba, a Pettman National Junior Academy of Music (Auckland, Új-Zéland), a Komitas Állami Konzervatórium Jerevánban (Örményország).
Az Arhangelszk Állami Kamarazenekar, a Camerata Esteban Salas és a Sinfonica de Oriente (Kuba) tiszteletbeli főszólistája
2018-ban aranyérmet kapott Ukrajna miniszterelnök-helyettesétől a Kijevi Operaház fennállásának 150. évfordulója alkalmából.
A köztársasági elnök rendeletével az Olasz Vöröskereszt Önkéntes Katonai Hadtestének hadnagya, a fegyveres erők segédcsapata.

## Diszkográfia

### Albumok
| Megjelenés         | Cím | Részletek | Kiadó                       |
| ------------------ | --- | --- | --------------------------- |
| 2003.              | Note di Solidarietà per Casalnuovo Monterotaro                                                                  | Művek Henryk Wieniawski, Heinrich Wilhelm Ernst és Niccolò Paganini szerzőktől                                                                                           | Dynamic                     |
| 2010.              | Christmas In Classic                                                                                            | Karácsonyi klasszikus feldolgozások hegedűre/brácsára és gitárra | Terramiamusic               |
| 2011.              | Carulli • Giuliani • Paganini                                                                                   | Fantázia con variazioni sulle arie de La Gazza Ladra (Ferdinando Carulli) / Grand Duo Concertant Op. 85 (Mauro Giuliani) / Sonata No. 1, 2 és 6 Op. 2 (Niccolò Paganini) | Digressione Music (DCTT113) |
| 2016.              | The Curve Of A Day                                                                                              | L'ultima strada di Janusz Korczak (hegedű), Canto Per Groznyj (brácsa)                                                                                                   | Idyllium                    |
| 2017.              | Sette | – | Digressione Music (DIGR77)  |
| 2020.              | Chamber and Piano Solo Works, Vol. 3                                                                            | – | IMD                         |
| 2021.              | Beautiful Melodies for Viola and Piano                                                                          | Művek Johann Sebastian Bach, Johann Georg Benda, Joseph Haydn, Camille Saint-Saëns, Claude Debussy szerzőktől                                                            | IMD                         |
| 2022.              | The Greatest Movie Soundtracks for Viola and Piano                                                              | Gabriel's Oboe, Over the Rainbow, Summertime, Last Tango in Paris, Merry Christmas Mr. Lawrence                                                                          | IMD                         |
| 2022.              | Maurice Vieux: Complete Music for Unaccompanied Viola (World Premiere Recording)                                | 20 Études (1927); 10 Études sur des traits d'orchestre (1928); 10 Études sur les intervalles (1931); 10 Études nouvelles (1956)                                          | Digressione Music (DCTT129) |
| 2022.              | Bartolomeo Campagnoli: 41 Caprices for Viola Op.22, arranged for Viola & Piano by Carl Albert Tottmann          | Átirat brácsára és zongorára (Carl Albert Tottmann) | Brilliant Classics          |
| 2023.              | Federigo Fiorillo: 36 Caprices Op.3 for Violin, Transcribed for Viola by Marco Misciagna                        | Brácsaátirat (Marco Misciagna) | Brilliant Classics          |
| 2023. december 15. | Albrecht Blumenstengel: 24 Études Op. 33, Transcribed for Viola by Marco Misciagna                              | Brácsaátirat (Marco Misciagna) | MM                          |
| 2024. március 18.  | Richard Hofmann: 15 Studies, Op. 87 for Viola                                                                   | 15 etűd szólóbrácsára, Op.87 | MM                          |
| 2024. május 12.    | Francesco Paolo Supriani: 12 Toccatas for Cello, Transcribed for Viola by Marco Misciagna                       | Brácsaátirat (Marco Misciagna) | MM                          |
| 2024. július 26.   | Émile Poilleux: 20 Études chantantes et caractéristiques for Violin, Transcribed for Viola by Marco Misciagna   | Brácsaátirat (Marco Misciagna) | MM                          |
| 2024. december 13. | Antonio Bartolomeo Bruni: 25 Etudes for Viola (World Premiere Recording)                                        | Bruni Viola Method és 25 tanulmány | MM                          |
| 2025. március 21.  | Franz Anton Hoffmeister: 12 Études for Viola                                                                    | 12 etűd szólóbrácsára | MM                          |
| 2025. m ájus 2.    | Agustín Barrios Mangoré: Compositions Arranged for Viola Solo by Marco Misciagna                                | Brácsaátirat (Marco Misciagna) | MM                          |
| 2025. július 11.   | Georg Abraham Schneider: 6 Solos for Viola, Op. 19 & Variations, Op. 44 (arranged for viola by Marco Misciagna) | Brácsaátirat (Marco Misciagna) | MM                          |

### Kislemezek és középlemezek
| Megjelenés           | Cím                                                                                           | Részletek                        | Kiadó |
| -------------------- | --------------------------------------------------------------------------------------------- | -------------------------------- | ----- |
| 2024.                | Bohemian Rhapsody, Arranged for Viola Solo by Marco Misciagna (Live)                          | Élő felvétel, szólóbrácsa        | MM    |
| 2024. június 21.     | Tico-Tico no Fubá, Arranged for Viola Solo by Marco Misciagna (Live)                          | Élő felvétel, szólóbrácsa        | MM    |
| 2024. július 12.     | Marco Misciagna: Samba for Viola Solo (Live)                                                  | Eredeti szerzemény, élő felvétel | MM    |
| 2024. augusztus 23.  | Heinrich Ignaz Franz Biber: Passacaglia for Solo Viola, Arranged by Marco Misciagna (Live)    | Élő felvétel, szólóbrácsa        | MM    |
| 2024. szeptember 20. | Johann Sebastian Bach: Sonata No.1, BWV 1001, Transcribed for Viola by Marco Misciagna (Live) | Élő felvétel, szólóbrácsa        | MM    |
| 2024. október 4.     | Johann Sebastian Bach: D-moll toccata és fúga, Arranged for Viola by Marco Misciagna (Live)   | Élő felvétel, szólóbrácsa        | MM    |
| 2024. november 1.    | Marco Anzoletti: Four Etudes for Viola Solo                                                   | 4 etűd szólóbrácsára             | MM    |
| 2025. január 31.     | Jiří Herold: Études for Viola (World Premiere Recording)                                      | 6 etűd szólóbrácsára             | MM    |

## Eredeti kompozíciók és feldolgozások

### Eredeti kompozíciók
- Két flamenco caprice szólóbrácsára- El vito / Malagueña (kíséret nélküli hegedűre is változat)[50]
- Bevezetés és variációk a Mer Hayrenik témára (örmény himnusz) szólóbrácsára[51]
- Morricone filmszvit szólóbrácsára (Szvit 8 tételben, tisztelgés Ennio Morricone előtt)[52]
- Viola Blues sólóbrácsára[53]
- 6 Jazz Viola Preludes sólóbrácsára (1-Ragtime, 2-Cafè Concerto, 3-Ragtime Boogie, 4-Ballade, 5-JSBach Joke, 6-Jazz Viola Prelude)[53]
- Jerusalem Fantasy sólóbrácsára (tisztelet A.Vinitsky előtt)[54]
- Samba sólóbrácsára (tisztelet A.Vinitsky előtt)[55]
- Star Wars Suite sólóbrácsára (tisztelet John Williams előtt)[52]
- Jazz caprices sólóbrácsára[52]
- 3 darab, tiszteletadás Charlie Byrd előtt sólóbrácsára (1-Swing'59, 2-Blues Felixnek, 3-Spanish Viola Blues)[52]
- Fantázia a "The last rose of Summer" című ír népdalról : hegedűre és zongorára / Romolo Pio Misciagna ; (Revízió és hegedűkadencia: Marco Misciagna)[56]

### Elrendezések
- Isaac Albéniz : Asturias brácsára (a: Suite española No. 1, zongorára, op. 47) / Rumores de la caleta brácsára (from: Recuerdos de viaje, zongorára, op. 71)[57]
- Francisco Tárrega : Tango, Recuerdos de la Alhambra, Caprice árabe brácsára (eredeti gitárhoz)[57]
- Fernando Sor : Andante - Duo for One Viola (24 leçons progressives, gitár, op. 31)[57]
- Manuel De Falla : Danza del molinero aus El sombrero de tres picos brácsára[58]
- Julio Salvador Sagreras : El colibrí – Imitación al vuelo del picaflor brácsára[58]
- Jacques Bittner : Szvit brácsára[59]
- Carl Philipp Emmanuel Bach : Pedálos gyakorlat brácsára[59]
- Carl Philipp Emmanuel Bach : Moll szonáta brácsára[59]
- Agustín Barrios Mangoré: La Catedral / Julia Florida brácsára (eredeti gitárhoz)[60]
- Agustín Barrios Mangoré: La Catedral / Julia Florida csellóra (eredeti gitárhoz)[61]

## Díjai, elismerései
- 2017 – „Arte, Sport e territorio” díj – Pugliai kiválóság.
- 2019 – „Fontane di Roma” nemzetközi díj (37. kiadás)[62]
- 2019 – Elmo-díj "A hétköznapi kultúra történetei"[63]
- 2019 - Nemzetközi díj - "Maison des Artistes" aranyérem ( Római Sapienza Egyetem );[64]
- 2019 - Constantinus Magnus Nemzetközi Díj (Constantinian Nemangnic Order of St. Stephen);[65]
- 2019 – „Vigna d'Argento” díj ( Palazzo Montecitorio, Képviselőház, Róma);[66]
- 2019 – „Lucrezia Borgia hercegnő” nemzetközi díj[67]
- 2019 – City of Naples International Award for Art, Culture and Fashion, 9th Edition Academy Oscar[68]
- 2019 – „Cicero-díj” (Fondazione „Marco Tullio Cicerone”)[69]
- 2019 – Vincenzo Crocitti- díj („VINCE International”, Róma) [70]
- 2019 – Gold Histonium-díj[71]
- 2019 – Mona Lisa -díj 2019[72]
- 2020 – Ubaldo Lay -díj[72]
- 2020 – „Silver Chimera” 2020 díj[73]
- 2021 – „Silver Eagle” Nemzeti Díj[74]
- A Szent György Szent Katonai Konstantin Érdemrend ezüst jubileumi érdemérem átadva 2016.04.16-án[75]
- Ezüst Érdemérem a Bolla Militantis Ecclesiae 300. évfordulójára, amelyet XI. Kelemen pápa hirdetett ki” a Szent György Szent Katonai Konstantinos Rend 2018.05.27-én átadott[75]
- Aranyérem – Megemlékezés az Ukrán Nemzeti Opera fennállásának 150. évfordulójáról (2018. május)[76]
- Ayvalık város tiszteletbeli állampolgársága – Törökország (2018. február)[77]
- Érem az ukrajnai együttműködésért. 988. szám – 2020. november 2.[78]
- Ukrajna Szent György-rend érme. No.1725 – 2020. november 2.[79]
- Santiago de Cuba város tisztelt látogatója

## Fordítás
Ez a szócikk részben vagy egészben  a   Marco Misciagna című angol Wikipédia-szócikk ezen változatának fordításán alapul.  Az eredeti cikk szerkesztőit annak laptörténete sorolja fel. Ez a jelzés csupán a megfogalmazás eredetét és a szerzői jogokat jelzi, nem szolgál a cikkben szereplő információk forrásmegjelöléseként.